# Saison 2010-2011 du Nîmes Olympique
Maillots
Chronologie
Saison précédente Saison suivante
La saison 2010-2011 du Nîmes Olympique est la soixante-treizième saison du club gardois. L'équipe est dirigée successivement par Jean-Michel Cavalli, Noël Tosi et Thierry Froger. Le club se voit s'engager dans trois compétitions que sont la Ligue 2, la Coupe de France et la Coupe de la Ligue. Cette saison est importante dans l'histoire du club nîmois puisque celle-ci marque une nouvelle descente en troisième division.

## Avant-saison

### Préparation
Le Nîmes Olympique prépare la saison par un stage en Corse dans la municipalité de Propriano.

### Effectif et encadrement
L'équipe est successivement entraînée par Jean-Michel Cavalli, Noël Tosi puis par Thierry Froger. Ce dernier, entraîneur de 47 ans en poste depuis mars 2011, est passé par le club nordiste du Lille OSC en tant que joueur entre 1978 et 1986 notamment. Il débute en 1990 sa carrière de technicien au Mans Union Club 72, en tant que directeur du centre de formation, puis à partir de 1994 en tant qu'entraîneur. Il rejoint en 1997 le Lille OSC qui évolue alors en Division 2. Après un passage en Équipe du Togo de football de juin 2010 à mars 2011, Froger rompt son contrat et démissionne de la sélection togolaise pour rejoindre le Nîmes Olympique durant le mois de mars 2011.
Le capitaine de l'équipe est le milieu défensif algérien Mehdi Mostefa. Formé à l'AS Monaco FC, il débute en National lors de la saison 2004-2005 avec l'ASOA Valence. D'abord cadre de l'équipe valentinoise, il quitte le club en raison de son dépôt de bilan. En 2005, il décide de rejoindre l'EDS Montluçon où il réalise une remarquable saison, si bien qu'au mercato d'été 2006, le club montluçonnais trouve un accord avec le FC Sète, qui décide en 2007 de transférer Mostefa à Nîmes.

## Déroulement de la saison
Pour cette troisième saison consécutive en Ligue 2, Nîmes va chercher à confirmer une saison pleine d'espoirs mais qui s'est finie sur une fausse note. L'encadrement du club va tenter d'étoffer l'effectif en recrutant des
éléments de qualité, notamment David Gigliotti qui arrive du Havre, et Ludovic Butelle qui est prêté par Lille et qui remplace Nicolas Puydebois dont le contrat n'a pas été renouvelé. Selon les mots de son entraîneur, le club nîmois se donne pour objectif de faire mieux que la saison précédente et de « perturber » les 10 premiers.
Le club, qui emploie 125 personnes, veut aussi se doter d'équipements dignes d'un club professionnel, qui veut notamment miser sur la formation. En juillet, le conseil municipal de Nîmes approuve la vente du centre de formation de la Bastide au club. Ce dernier va y lancer des travaux afin de créer un lieu de vie commun, administratif et sportif, pour toutes les équipes du club. Ce terrain a une surface totale de 10 hectares et l'investissement global va coûter 5,5 millions d'euros au club nîmois.
Sportivement le club gardois commence timidement sa saison, ne gagnant son premier match que lors de la quatrième journée
face au relégué Grenoble (1-0, but de Mandrichi). Quelques jours plus tard, le buteur nîmois sera transféré vers le club grenoblois.
Nîmes peine à lancer sa saison et ne gagne que deux matchs sur les dix suivants, contre Angers (2-0, buts d'Ayité et de Gigliotti) le 10 septembre, et contre Sedan (2-0, doublé de Stošić) le 24 septembre. Cette mauvaise série qui fait suite à celle de la fin de saison précédente, soit six victoires en trente matchs, scelle le sort de l'entraîneur
Jean-Michel Cavalli, qui est évincé après la défaite à Nantes (2-1, but de Johan Cavalli) le 5 novembre, et doit quitter un club qui est alors dix-septième à égalité avec le premier relégable. Noël Tosi, responsable du centre de formation, le remplace au poste d'entraîneur. Nouvel entraîneur qui déclare à son arrivée que per« sonne ne sera mis de côté. Il n'y aura pas de chasse aux sorcières ». Pourtant, dans la foulée, le club demande au milieu de terrain et fils de Jean-Michel Cavalli, Johan, ainsi qu'au capitaine Mehdi Mostefa, de se trouver un nouveau club. Si le premier sera laissé libre et rejoindra l'AC Ajaccio, le second sera réintégré. Johan Cavalli est ainsi, après Mandrichi, le deuxième élément cadre de l'équipe à quitter le club.
Nîmes débute immédiatement par une difficile victoire contre Troyes (1-0, but de M'Changama) une nouvelle série de six matchs sans défaite en championnat : quatre victoires et deux nuls. À la trêve, le soir du 21 décembre, après une belle victoire 2-0 (buts de Moukandjo et Benezet) contre le FC Metz, le club est neuvième avec sept points d'avance sur le premier relégable : Reims et peut à présent regarder vers le haut, son objectif du début de saison.
Butelle — Sidibé, Poulain, Stošić, Sbaï — Mostefa, Keita, Haguy - Moukandjo, Gigliotti, Ayité
Mais le club, après cette série exceptionnelle qui l'a remis sur la voie du succès, débute l'année 2011 de manière catastrophique sur tous les plans. En effet, si le match de reprise contre Châteauroux se termine par un nul 1-1 (but de Moukandjo, son sixième en cinq matchs), le club est dans la foulée éliminé à domicile en Coupe par Nancy. S'ensuit alors une défaite à domicile 0-1 contre Boulogne-sur-Mer. C'est le début de la chute. Dans les heures qui suivent, les dernières du mercato hivernal, et à la surprise générale, le club transfère deux de ses éléments clefs: Jonathan Ayité à Brest et Benjamin Moukandjo à Monaco, ce dernier pour un montant de 500 000 euros. Avec leur départ, il ne reste alors que Ludovic Butelle et David Gigliotti des cadres de l'équipe compétitive du début de saison. Leurs départs doivent être palliés par l'arrivée de trois joueurs: Wilfried Niflore, qui arrive du Litex Lovetch en Bulgarie, dont il a été le meilleur buteur du championnat la saison précédente, Lamine Diarrassouba en provenance de Brașov en Roumanie et Abass Dieng qui, lui, arrive du Budapest Honvéd. Concernant les départs de Moukandjo et Ayité, le président Jean-Louis Gazeau déclare alors que la volonté des deux meilleurs buteurs du club était de partir et que, selon lui, cela aurait été une erreur de les retenir. Il rajoute qu'au club, « tous les voyants sont au vert »
Les Crocodiles enchaînent par une deuxième défaite à Grenoble (1-0) où, clin d’œil de leur histoire, c'est Jean-Jacques Mandrichi qui marque le seul but du match, comme il l'avait déjà fait au match aller... mais pour Nîmes. Cette défaite est la deuxième d'une série de six consécutives en championnat dans laquelle se glisse l'élimination en Coupe de France. À la suite de la défaite deux buts à un (but de Y. Boli) à Clermont, l'entraîneur, Noël Tosi, qui se déclare alors comme « un putain d'entraîneur », décide de démissionner. Il déclarera, quelques jours plus tard, que son départ est « dû au manque d'effectif » à la suite d'au mercato hivernal. Son successeur, Thierry Froger, qui entraînait jusqu'à alors le Togo, réussit à stopper l'hémorragie pour son premier match sur le banc croco : match nul au Mans un partout, but de Gigliotti.
Conscient que les recrues du mercato hivernal n'ont pas le rendement des joueurs qu'elles remplacent, Froger confie peu à peu le destin de l'équipe aux jeunes du club. Si Nicolas Benezet et Mohammed M'Changama avaient déjà fait leur apparition en professionnel au cours de la saison, d'autres auront du temps de jeu comme Romain Thibault, Jonathan Parpeix ou encore Kevin Martin, mais l'entraîneur devra aussi utiliser un ancien du club (et vétéran de l'épopée en Coupe d'Europe de 1996), Mohammed Benyachou qui n'avait au départ qu'un contrat prévoyant de l'utiliser avec la réserve du club.
Pour son second match sur le banc nîmois, Thierry Froger permet au club de renouer avec la victoire lors de la vingt-huitième journée, deux buts à zéro contre Istres. Les buteurs sont Gigliotti et M'Changama. S'ensuit une nouvelle série noire de quatre matchs sans victoire et si le club reprend espoir à la suite de sa victoire 3-1 (buts de Haguy et doublé de Gigliotti) à Troyes lors de la trente-troisième journée, l'équipe sera incapable de se reprendre, enchaînant par cinq matchs sans succès. Lors de la trente-sixième journée, le club a l'obligation de gagner pour rester dans la course au maintien. Les Crocodiles mènent 2-0 (buts de Gigliotti et Thibault) à la mi-temps contre Tours, avant de s’effondrer et de perdre 3-2 en seconde période. Le club est condamné lors du match suivant, à Metz, adversaire direct pour le maintien, par une défaite 3-0.
Pour cette saison de relégation, et toutes compétitions confondues, le club compte deux meilleurs buteurs : David Gigliotti et Jonathan Ayité avec huit buts chacun. La moyenne d'affluence à domicile est de 6 474 spectateurs, soit la onzième moyenne de Ligue 2, et le club utilisera trois jeux de maillots, un rouge intégral à domicile, un blanc intégral à l'extérieur, et enfin une troisième tunique avec un maillot vert fluo.
En Coupe, les Crocodiles feront deux parcours honorables. En Coupe de la Ligue tout d'abord, ils s'imposent à Sedan aux tirs au but après un match nul et vierge. Ensuite ils s'imposent à domicile face à Laval 2-0 sur des buts d'Ayité et de Haguy. Leur parcours s'achève au tour suivant face à Valenciennes: les Gardois mènent grâce à Ayité jusqu'à la 94e minute de jeu et se font rejoindre par un ancien Nîmois, Renaud Cohade. Nîmes s'incline aux tirs au but. Vient la Coupe de France où le Nîmes Olympique élimine d'abord une formation de National, Rodez 1-0 avec un but de Moussa Sidibé. Chez elle, l'équipe nîmoise bat ensuite Istres 3-2 (buts de Benezet, Moukandjo et Kehiha contre son camp), puis Fréjus, pensionnaire de National 3-2 (doublé d'Ayité et but de Moukandjo) avant de s'incliner, toujours en jouant à domicile, contre Nancy, jouant en Ligue 1, deux buts à un (but de Gigliotti).

## Transferts

### Été 2010
| Nom                     | Nationalité | Transfert                     | Provenance/Destination | Division    |
| Arrivées                |             |                               |                        |             |
| Mohamed M'Changama      | Comores     | Contrat Amateur 2 ans         | AS Gardanne            | CFA 2       |
| Madimoussa Traoré       | France      | Libre                         | GFCO Ajaccio           | CFA         |
| Steve Haguy             | France      | Libre                         | Stade lavallois        | Ligue 2     |
| David Gigliotti         | France      | Libre                         | Le Havre AC            | Ligue 2     |
| Komlan Amewou           | Togo        | Transfert                     | Strømsgodset IF        | Tippeligaen |
| Olivier Davidas         | France      | Transfert                     | Le Havre AC            | Ligue 2     |
| Ludovic Butelle         | France      | Prêt (avec option d'achat)    | Lille OSC              | Ligue 1     |
| Retours de prêt         |             |                               |                        |             |
| Signatures pros         |             |                               |                        |             |
| Paul-Noël Ettori        | France      | Premier contrat professionnel | AS Monaco              | Ligue 1     |
| Départs                 |             |                               |                        |             |
| Jean-Jacques Mandrichi  | France      | Transfert                     | Grenoble Foot 38       | Ligue 2     |
| Andy Delort             | France      | Transfert                     | AC Ajaccio             | Ligue 2     |
| Prêts                   |             |                               |                        |             |
| Imad Zatara             | Suède       | Retour de prêt                | Syrianska FC           | Superettan  |
| Fins de contrat         |             |                               |                        |             |
| Nicolas Puydebois       | France      | Fin de contrat                |                        |             |
| Sadio Sow               | Sénégal     | Fin de contrat                |                        |             |
| Grégory Poirier         | France      | Fin de contrat                | Amiens SC              | National    |
| Nicolas Bayod           | France      | Fin de contrat                | Clermont Foot          | Ligue 2     |
| Paul Maisonneuve        | France      | Fin de contrat                |                        |             |
| Otman Djellilahine      | France      | Fin de contrat                | US Créteil             | National    |
| Saad Ichalalène         | Algérie     | Fin de contrat                |                        |             |
| Abdelmounaïm El-Hajaoui | Maroc       | Fin de contrat                | Paris FC               | National    |
| Mickaël Colloredo       | France      | Fin de contrat                | GFCO Ajaccio           | CFA         |
| Tagro Baléguhé          | France      | Fin de contrat                |                        |             |
| Saïd Aït Bahi           | Maroc       | Fin de contrat                | US Créteil             | National    |
| Tony Foglia             | France      | Libre                         | Jura Sud Foot          | CFA         |
| Elohim Rolland          | France      | Libre                         | AS Beauvais Oise       | National    |

### Hiver 2010
| Nom                 | Nationalité   | Transfert          | Provenance/Destination | Division |
| Arrivées            |               |                    |                        |          |
| Lamine Diarrassouba | Côte d'Ivoire | Libre              | FC Braşov              | D1       |
| Wilfried Niflore    | France        |                    | Litex Lovetch          | D1       |
| Prêts               |               |                    |                        |          |
| Cheikh Abass Dieng  | Sénégal       | Prêt avec option   | Budapest Honvéd        | D1       |
| Départs             |               |                    |                        |          |
| Johan Cavalli       | France        | Rupture de Contrat | AC Ajaccio             | Ligue 2  |
| Vladimir Buač       | Serbie        | Rupture de Contrat |                        |          |
| Salaheddine Sbaï    | Maroc         | Rupture de Contrat | Blackpool FC           | D1       |
| Manuel Sène         | France        | -                  | FC Istres OP           | Ligue 2  |
| Madimoussa Traoré   | France        | -                  | CA Bastia              | CFA      |
| Benjamin Moukandjo  | Cameroun      | Transfert          | AS Monaco              | Ligue 1  |
| Jonathan Ayité      | Togo          | Transfert          | Stade brestois 29      | Ligue 1  |
| Prêts               |               |                    |                        |          |
| Cédric N'Doumbé     | Cameroun      | Prêt               | AS Cherbourg           | CFA      |

## Rencontres de la saison

### Matchs amicaux
Le Nîmes Olympique commence sa saison 2010-2011 avec cinq matchs de préparation au programme avant le début des compétitions officielles, réparties sur le mois de juillet. Le match prévu le 28 juillet à Calvisson contre le FC Martigues se joue avec l'équipe réserve du club, du fait du match en Coupe de la Ligue face au CS Sedan-Ardennes.

### Championnat
La saison 2010-2011 de Ligue 2 est la soixante-treizième édition du championnat de France de football de Ligue 2 et la neuvième sous l'appellation « Ligue 2 ». La division oppose vingt clubs en une série de trente-huit rencontres jouées. Les meilleurs de ce championnat montent en première division.
L'Évian Thonon Gaillard Football Club, champion de National, le Stade de Reims et l'ES Troyes AC remplacent les relégués de la saison précédente.
| Date         | No. | Adversaire        | Lieu | Résultat | Buteurs pour le Nîmes Olympique            | Place | Affluence |
| 6 août       | 1   | AC Ajaccio        | Ext. | 1 - 0    | -                                          | 18e   | 2 774     |
| 13 août      | 2   | LB Châteauroux    | Dom. | 1 - 1    | Ayité 70e                                  | 18e   | 6 708     |
| 17 août      | 3   | US Boulogne CO    | Ext. | 2 - 1    | Ayité 87e                                  | 19e   | 8 045     |
| 20 août      | 4   | Grenoble Foot 38  | Dom. | 1 - 0    | Mandrichi 58e                              | 14e   | 6 610     |
| 27 août      | 5   | Dijon FCO         | Ext. | 1 - 0    | -                                          | 17e   | 6 875     |
| 10 septembre | 6   | Angers SCO        | Dom. | 2 - 0    | Ayité 54e; Gigliotti 74e                   | 13e   | 6 432     |
| 17 septembre | 7   | Clermont Foot     | Ext. | 2 - 0    | -                                          | 15e   | 3 823     |
| 24 septembre | 8   | CS Sedan Ardennes | Dom. | 2 - 0    | Stošić 45+1e; 51e                          | 11e   | 5 883     |
| 1er octobre  | 9   | Le Mans FC        | Dom. | 1 - 2    | Davidas 11e                                | 13e   | 6 639     |
| 15 octobre   | 10  | FC Istres         | Ext. | 0 - 0    | -                                          | 13e   | 2 241     |
| 19 octobre   | 11  | Evian TGFC        | Dom. | 1 - 3    | M'Changama 81e                             | 15e   | 5 294     |
| 22 octobre   | 12  | Le Havre AC       | Ext. | 0 - 0    | -                                          | 16e   | 7 961     |
| 29 octobre   | 13  | Stade lavallois   | Dom. | 0 - 0    | -                                          | 16e   | 5 559     |
| 5 novembre   | 14  | FC Nantes         | Ext. | 2 - 1    | Cavalli 84e                                | 17e   | 8 250     |
| 12 novembre  | 15  | ES Troyes AC      | Dom. | 1 - 0    | M'Changama 76e                             | 14e   | 7 394     |
| 26 novembre  | 16  | Stade de Reims    | Ext. | 1 - 1    | Ayité 37e (pen.)                           | 14e   | 7 035     |
| 4 décembre   | 17  | Vannes OC         | Dom. | 2 - 1    | Gigliotti 58e, Leugueun 90+1e (csc)        | 13e   | 6 237     |
| 17 décembre  | 18  | FC Tours          | Ext. | 0 - 2    | Moukandjo 52e, 87e                         | 10e   | 4 101     |
| 21 décembre  | 19  | FC Metz           | Dom. | 2 - 0    | Moukandjo 34e, Benezet 51e                 | 9e    | 6 684     |
| 15 janvier   | 20  | LB Châteauroux    | Ext. | 1 - 1    | Moukandjo 29e                              | 9e    | 5 583     |
| 29 janvier   | 21  | US Boulogne CO    | Dom. | 0 - 1    | -                                          | 13e   | 5 495     |
| 5 février    | 22  | Grenoble Foot 38  | Ext. | 1 - 0    | -                                          | 13e   | 5 135     |
| 12 février   | 23  | Dijon FCO         | Dom. | 0 - 2    | -                                          | 15e   | 5 628     |
| 19 février   | 24  | Angers SCO        | Ext. | 2 - 0    | -                                          | 17e   | 4 930     |
| 26 février   | 25  | Clermont Foot     | Dom. | 1 - 2    | Y. Boli 77e                                | 17e   | 6 647     |
| 4 mars       | 26  | CS Sedan Ardennes | Ext. | 1 - 0    | -                                          | 18e   | 7 148     |
| 11 mars      | 27  | Le Mans FC        | Ext. | 1 - 1    | Gigliotti 58e                              | 18e   | 8 238     |
| 18 mars      | 28  | FC Istres         | Dom. | 2 - 0    | Gigliotti 43e (pen.), M'Changama 61e       | 16e   | 6 814     |
| 1er avril    | 29  | Evian TGFC        | Ext. | 1 - 0    | -                                          | 17e   | 3 864     |
| 8 avril      | 30  | Le Havre AC       | Dom. | 1 - 1    | Benezet 52e                                | 17e   | 6 913     |
| 15 avril     | 31  | Stade lavallois   | Ext. | 1 - 0    | -                                          | 18e   | 5 942     |
| 22 avril     | 32  | FC Nantes         | Dom. | 2 - 2    | M'Changama 56e, R. Thibault 90+4e          | 18e   | 7 328     |
| 29 mai       | 33  | ES Troyes AC      | Ext. | 1 - 3    | Gigliotti 36e (pen.) 85e (pen.), Haguy 66e | 18e   | 17 028    |
| 6 mai        | 34  | Stade de Reims    | Dom. | 2 - 2    | Poulain 45e, Haguy 75e                     | 17e   | 7 567     |
| 10 mai       | 35  | Vannes OC         | Ext. | 3 - 1    | Mostefa 5e                                 | 18e   | 4 048     |
| 13 mai       | 36  | FC Tours          | Dom. | 2 - 3    | Gigliotti 9e (pen.), R. Thibault 24e       | 19e   | 7 276     |
| 20 mai       | 37  | FC Metz           | Ext. | 3 - 0    | -                                          | 19e   | 24 482    |
| 27 mai       | 38  | AC Ajaccio        | Dom. | 1 - 2    | M'Changama 35e                             | 19e   | 5 799     |

#### Classement final et statistiques
Le Nîmes Olympique termine ainsi le championnat à la dix-neuvième place avec 9 victoires, 10 matchs nuls et dix-neuf défaites. Une victoire rapportant trois points et un match nul un point, le club totalise 37 points soit huit de moins que le premier non relégable, le Football Club de Metz (FC Metz). Sur un total de 38 journées de championnat, le Nîmes Olympique est relégable au classement à 23 reprises. Les Crocodiles figurent également à la dix-huitième place du classement du fair-play établi par la Ligue de football professionnel, avec 86 cartons jaunes et six cartons rouges.
Le Nîmes Olympique est relégué en troisième division pour la saison 2011-2012, tout comme le Vannes Olympique Club et le Grenoble Foot 38, respectivement dix-huitième et vingtième. Les trois clubs rejoignant la Ligue 1 2011-2012 sont l'Évian Thonon Gaillard Football Club, l'Athletic club ajaccien et le Dijon Football Côte d'Or.
Extrait du classement de Ligue 2 2010-2011
| Rang                             | Équipe                | Pts | J  | G  | N  | P  | Bp | Bc | Diff |
| -------------------------------- | --------------------- | --- | -- | -- | -- | -- | -- | -- | ---- |
| 15                               | Stade lavallois       | 47  | 38 | 11 | 14 | 13 | 36 | 43 | -7   |
| 16                               | ES Troyes AC          | 46  | 38 | 13 | 7  | 18 | 35 | 45 | -10  |
| 17                               | Football Club de Metz | 45  | 38 | 10 | 15 | 13 | 43 | 40 | +3   |
| 18                               | Vannes Olympique Club | 44  | 38 | 12 | 8  | 18 | 39 | 61 | -22  |
| 19                               | Nîmes Olympique       | 37  | 38 | 9  | 10 | 19 | 35 | 46 | -11  |
| 20                               | Grenoble Foot 38      | 33  | 38 | 7  | 12 | 19 | 36 | 60 | -24  |
| Relégation en National 2011-2012 |                       |     |    |    |    |    |    |    |      |

### Coupe de la Ligue

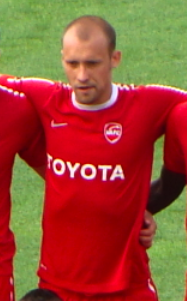
Renaud Cohade

La Coupe de la Ligue 2010-2011 est la 17e édition de la Coupe de la Ligue, compétition à élimination directe organisée par la LFP depuis 1994 et qui rassemble uniquement les clubs professionnels. Depuis 2009, la LFP a instauré un nouveau formule de le coupe, plus avantageux pour les clubs qualifiés pour une coupe d'Europe. Nîmes en tant qu'équipe de Ligue 2 et non européen participe dès le premier tour à la compétition. Pour le premier match officiel de la saison, le Nîmes Olympique se rend au Stade Louis-Dugauguez, antre du CS Sedan-Ardennes. Après le score nul et vierge à la fin des prolongations, Nîmes s'impose 5-4 dans la séance de tirs au but, le joueur sedanais Pierrick Valdivia échouant lors du cinquième tir sur le poteau.
Au tour suivant, les joueurs de Jean-Michel Cavalli reçoivent le Stade lavallois, qui a disposé au tour précédent de La Berrichonne de Châteauroux. D'entrée de jeu, Haguy sert Jonathan Ayité qui ouvre le score. Nîmes, durant toute la partie, gère parfaitement la rencontre face aux Lavallois. En effet, Steve Haguy aggrave la marque durant la seconde période avec J. Cavalli à l'origine de l'action, permettant au Nîmes Olympique de se qualifier en seizième de finale pour la deuxième saison consécutive.
Pour les seizièmes de finale, le Nîmes Olympique reçoit de nouveau. Le Valenciennes FC, pourtant pensionnaire de Ligue 1, est mené durant la majeure partie de la rencontre. Effectivement, le Nîmes Olympique réussit à contourner le bloc valenciennois lors de la première période, sur un but de Jonathan Ayité à la 39e minute. Valenciennes égalise par Cohade lors de la dernière action de jeu du temps réglementaire sur corner. Les prolongations se terminant sur un score nul, le VAFC s'impose finalement aux tirs au but (4-5). Le club nordiste battra au stade Nungesser l'US Boulogne Côte d'Opale au tour suivant puis s'inclinera en quart de finale de la compétition contre le Paris SG.
| Date         | Tour               | Adversaire        | Division | Lieu | Résultat        | Buteurs pour le Nîmes Olympique | Affluence |
| 30 juillet   | Premier tour       | CS Sedan Ardennes | Ligue 2  | Ext. | 5 à 4 tab       | -                               | 4 681     |
| 24 août      | Deuxième tour      | Stade lavallois   | Ligue 2  | Dom. | 2 - 0           | Ayité 5e, Haguy 69e             | 3 876     |
| 21 septembre | Seizième de finale | Valenciennes FC   | Ligue 1  | Dom. | 1 - 1 4 à 5 tab | Ayité 39e                       | 5 062     |

### Coupe de France
La coupe de France 2010-2011 est la 94e édition de la coupe de France, une compétition à élimination directe mettant aux prises les clubs de football amateurs et professionnels à travers la France métropolitaine et les DOM-TOM. Elle est organisée par la FFF et ses ligues régionales. Cette saison, le nombre de clubs engagés dans la compétition a atteint un nouveau record avec 7 449 participants.
Le septième tour de la Coupe de France se joue en une rencontre disputée à Nîmes. À ce stade de la compétition, le Nîmes Olympique rencontre le vendredi 19 novembre 2010 le club du Rodez Aveyron Football. Le Nîmes Olympique est favori face à des Aveyronnais pensionnaires du championnat de National, et s'impose logiquement sur le score de 1-0.
Au huitième tour, la compétition se déroule une nouvelle fois à Nîmes pour les Crocodiles. Le Nîmes Olympique est opposé au FC Istres OP, club qui évolue également en Ligue 2. Istres, après avoir mené par 2 buts à 1, s'incline finalement 3-2.
En trente-deuxième de finale, les Nîmois affrontent le club de l'EFC Fréjus Saint-Raphaël. Le Nîmes Olympique remporte une victoire à l'arraché 3-2 en marquant deux buts dans les quinze dernières minutes par Jonathan Ayité et Benjamin Moukandjo.
L'adversaire en seizième de finale s'appelle alors AS Nancy-Lorraine, qui vient d'éliminer l'Aurillac football CA au tour précédent et qui évolue un échelon supérieur du club gardois. Toujours au stade des Costières, les joueurs locaux prennent l'avantage en début de rencontre mais les Nancéiens prennent ensuite la rencontre à leur compte et gagne en prolongation 2-1, grâce à un doublé de Julien Féret.
| Date        | Tour    | Adversaire               | Division | Lieu | Résultat | Buteurs pour le Nîmes Olympique              | Affluence |
| 19 novembre | 7e tour | Rodez AF                 | National | Dom. | 1 - 0    | Sidibé 34e                                   | 2 035     |
| 10 décembre | 8e tour | FC Istres OP             | Ligue 2  | Dom. | 3 - 2    | Benezet 16e, Moukandjo 75e, Kehiha 84e (csc) | 1 972     |
| 8 janvier   | 32ef.   | EFC Fréjus Saint-Raphaël | National | Dom. | 3 - 2    | Ayité 49e, 73e (pen.), Moukandjo 80e         | 3 272     |
| 22 janvier  | 16ef.   | AS Nancy-Lorraine        | Ligue 1  | Dom. | 1 - 2 ap | Gigliotti 29e                                | 6 743     |

## Statistiques

### Statistiques collectives
| Compétition       | Débute au tour | Place ou tour final | Première rencontre | Dernière rencontre | Nombre de matchs |
| Ligue 2           | -              | 19e                 | 6 août 2010        | 27 mai 2011        | 38               |
| Coupe de France   | Septième tour  | Seizième de finale  | 19 novembre 2010   | 22 janvier 2011    | 4                |
| Coupe de la Ligue | Premier tour   | Seizième de finale  | 27 octobre 2010    | 21 septembre 2010  | 3                |

### Statistiques buteurs
| Place   | Nom                    | Championnat de Ligue 2 | Coupe de France | Coupe de la Ligue | TOTAL des BUTS |
| 1       | David Gigliotti        | 7 buts                 | 1 but           | -                 | 8 buts         |
| 1       | Jonathan Ayité         | 4 buts                 | 2 buts          | 2 buts            | 8 buts         |
| 3       | Benjamin Moukandjo     | 5 buts                 | 2 buts          | -                 | 7 buts         |
| 4       | Mohamed M'Changama     | 5 buts                 | -               | -                 | 5 buts         |
| 5       | Nicolas Benezet        | 2 buts                 | 1 but           | -                 | 3 buts         |
| 5       | Steve Haguy            | 2 buts                 | -               | 1 but             | 3 buts         |
| 6       | Miodrag Stošić         | 2 buts                 | -               | -                 | 2 buts         |
| 6       | Romain Thibault        | 2 buts                 | -               | -                 | 2 buts         |
| 7       | Jean-Jacques Mandrichi | 1 but                  | -               | -                 | 1 but          |
| 7       | Olivier Davidas        | 1 but                  | -               | -                 | 1 but          |
| 7       | Johan Cavalli          | 1 but                  | -               | -                 | 1 but          |
| 7       | Yannick Boli           | 1 but                  | -               | -                 | 1 but          |
| 7       | Mehdi Mostefa          | 1 but                  | -               | -                 | 1 but          |
| 7       | Moussa Sidibé          | -                      | 1 but           | -                 | 1 but          |
| #       | contre son camp        | 1 but                  | 1 but           | -                 | 2 buts         |
| Détails | 14 buteurs Nîmois      | 35 buts                | 8 buts          | 3 buts            | 46 BUTS        |

Date de mise à jour : le 13 mai 2011.